# Cornelius Erwin Righter
Cornelius Erwin "Swede" Righter (* 7. März 1897 in Campbell, Kalifornien; † 30. August 1985 in Englewood, Ohio) war ein US-amerikanischer American-Football-, Basketball- und Rugby-Union-Spieler und Footballtrainer. Sein größter Erfolg war der Rugby-Olympiasieg mit der US-Auswahl 1920.
Righter gehörte zu den Mannschaften der Stanford University für Basketball, Rugby und American Football, als seine Hauptsportart galt das Footballspiel. Als Kapitän des Basketballteams wurde er 1920 und 1921 als erster Spieler Stanfords in die All-Pacific-Coast-Conference-Auswahl gewählt und wegen seiner Leistungen in die Hall of Fame der Universität aufgenommen.
Nach seinem Abschluss 1921 wurde er als erster Vollzeittrainer der Basketball- und Footballteams der University of the Pacific angestellt, was er 12 Jahre blieb.
Nach seiner Zeit bei der University of the Pacific coachte er bis zu seiner Pensionierung 1962 verschiedene kleinere College- und High-School-Teams in nördlichen Kalifornien. 1935 promovierte er über Basketball-Trainingswissenschaften an der Stanford University.

## Werke
- A preliminary study of the relation of personality traits to success in basketball, Diss., Stanford University Press 1935.